# Мельники-Речицкие
Мельники-Речицкие (укр. Мельники-Річицькі) — село в Забродовской сельской общине Ковельского района Волынской области Украины.
До 2020 года входило в Ратновский район.
Код КОАТУУ — 0724286402. Население по переписи 2001 года составляет 803 человека. Почтовый индекс — 44133. Телефонный код — 3366. Занимает площадь 1,058 км².